# Anolis macilentus
Anolis macilentus (чорнощокий кущовий аноліс) — вид ігуаноподібних ящірок родини анолісових (Dactyloidae). Ендемік Куби.

## Поширення і екологія
Чорнощокі кущові аноліси відомі з типової місцевості, розташованої в долині річки Пай в провінції Гуантанамо на сході Куби, на висоті 650 м над рівнем моря. Вони живуть в галерейних лісах і вологих широколистяних лісах.